# Joan Ribas i Carreras
Joan Ribas i Carreras (L'Havana (Cuba) 1875 - Blanes (La Selva) 1913) fou un escriptor i poeta fundador del setmanari il·lustrat La Selva (1906). Col·laborà a l'activitat cultural de Blanes, organitzant la Tertúlia Literària L'any 1893, amb els seus amics Joaquim Ruyra, Cortils i Vieta i Josep Alemany Borràs. En la vessant política va fundar la societat Aplec Nacionalista i el periòdic Sindical. La seva obra està recollida a Lectura Popular.